# Большая Перспективная улица
Большая Перспективная улица (укр. Велика Перспективна вулиця) — улица в Кропивницком. Пролегает от Соборной площади до улицы Соборной. К Большой Перспективной прилегают улицы: Куценко, Театральная, Архитектора Паученко, Преображенская, Верхняя Пермская, Николая Садовского, Верхняя Быковская, площади Героев Майдана и Богдана Хмельницкого, пересекают Студенческий бульвар, улицы Егорова, Гагарина, Шевченко, Чмиленко, Тараса Карпы, Гоголя. Покрытие улицы — брусчатка, асфальт. На улице расположено много заведений культуры — Кировоградская областная универсальная научная библиотека им. Д.И. Чижевского, кинотеатр «Зоряный», художественный музей и т. д.

## Название
Во времена Российской империи улица называлась Большая Перспективная, однако в советский период была переименована в улицу Карла Маркса в честь философа Карла Маркса. Историческое название было возвращено 27 октября 2011 года решением Кировоградского городского совета вместе с переименованием ещё трёх улиц города.

## Галерея

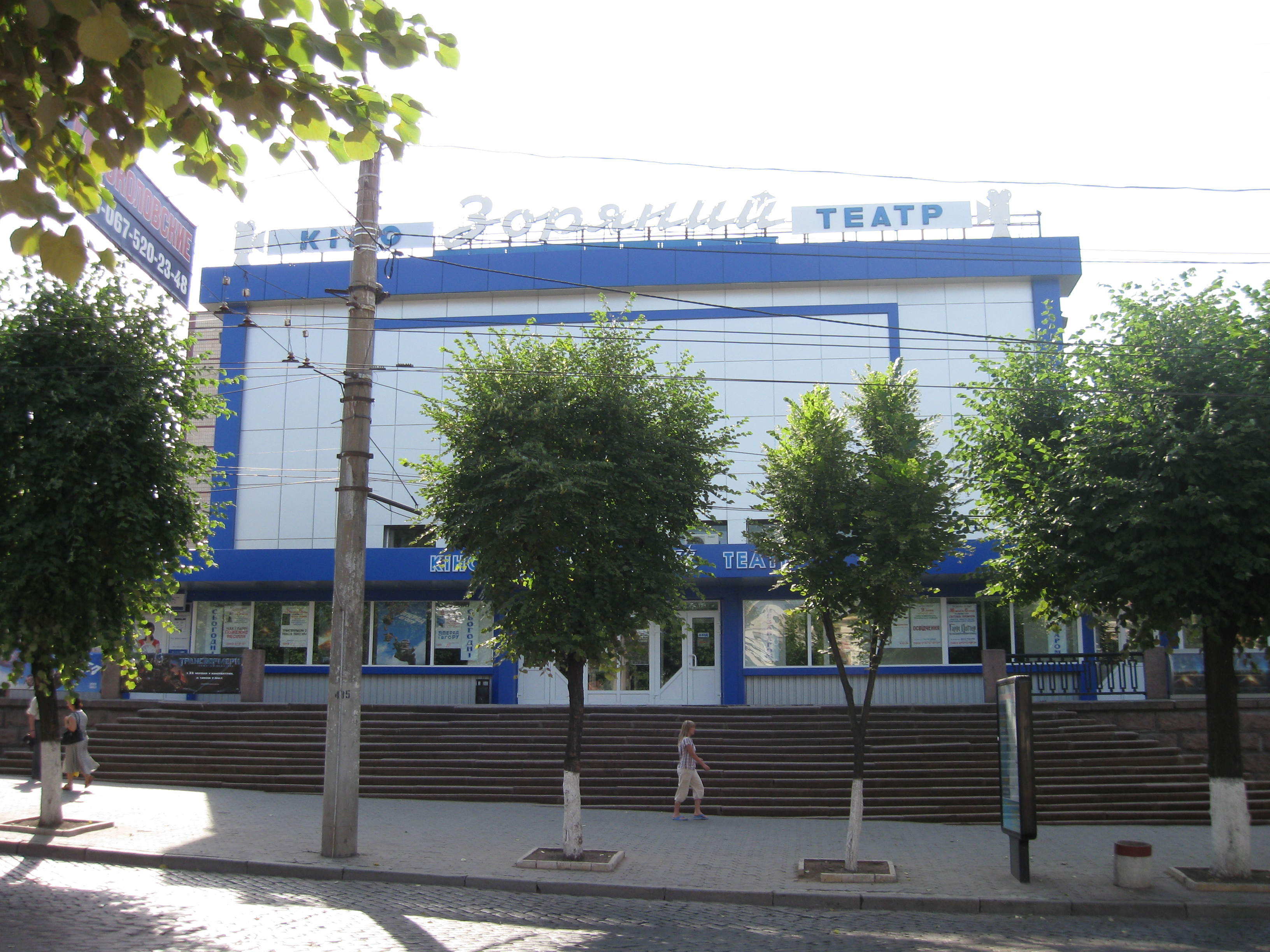
Кинотеатр «Зоряный» (здание № 27)
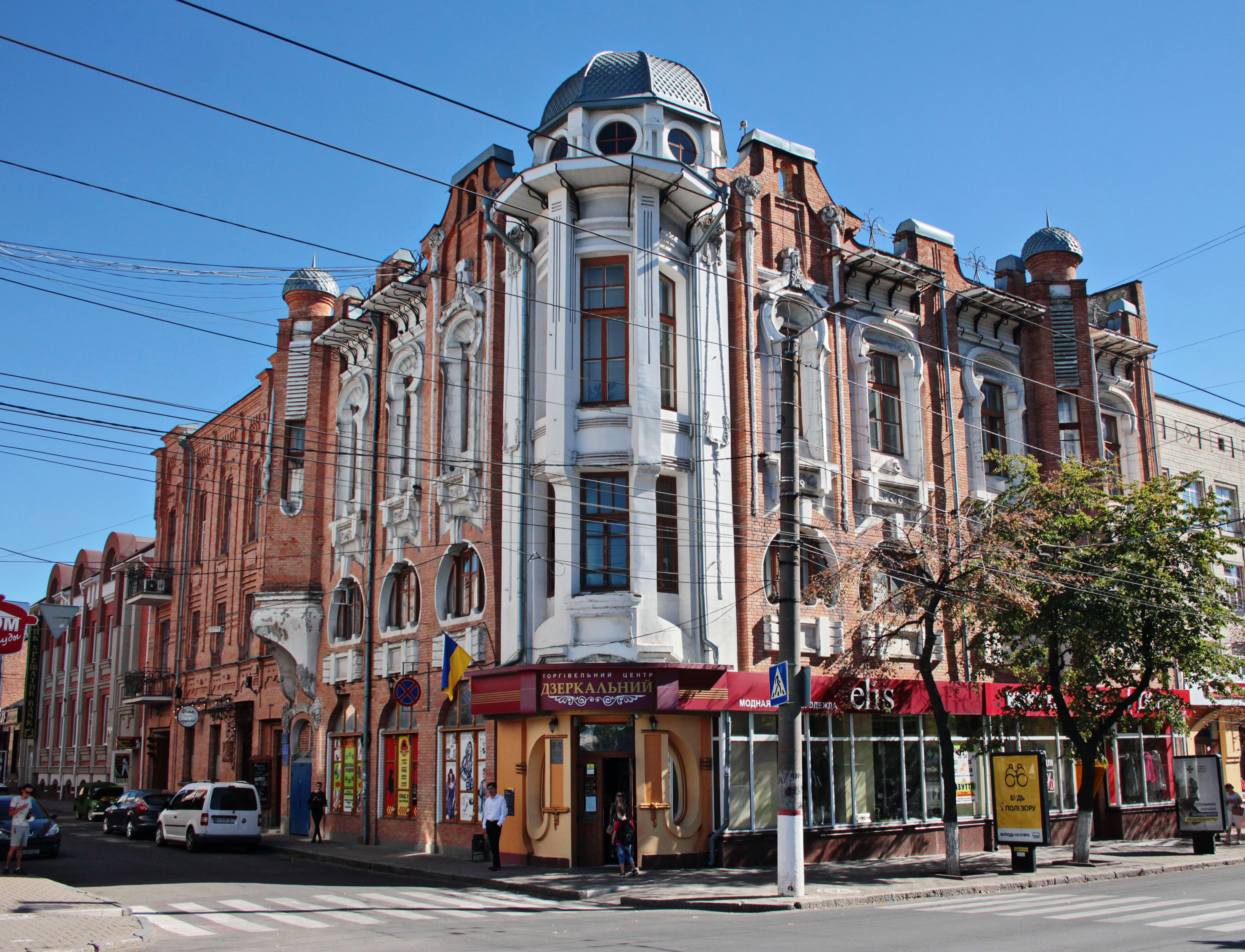
Доходный дом XIX ст. (39/63) на углу Большой Перспективной и Чмиленко
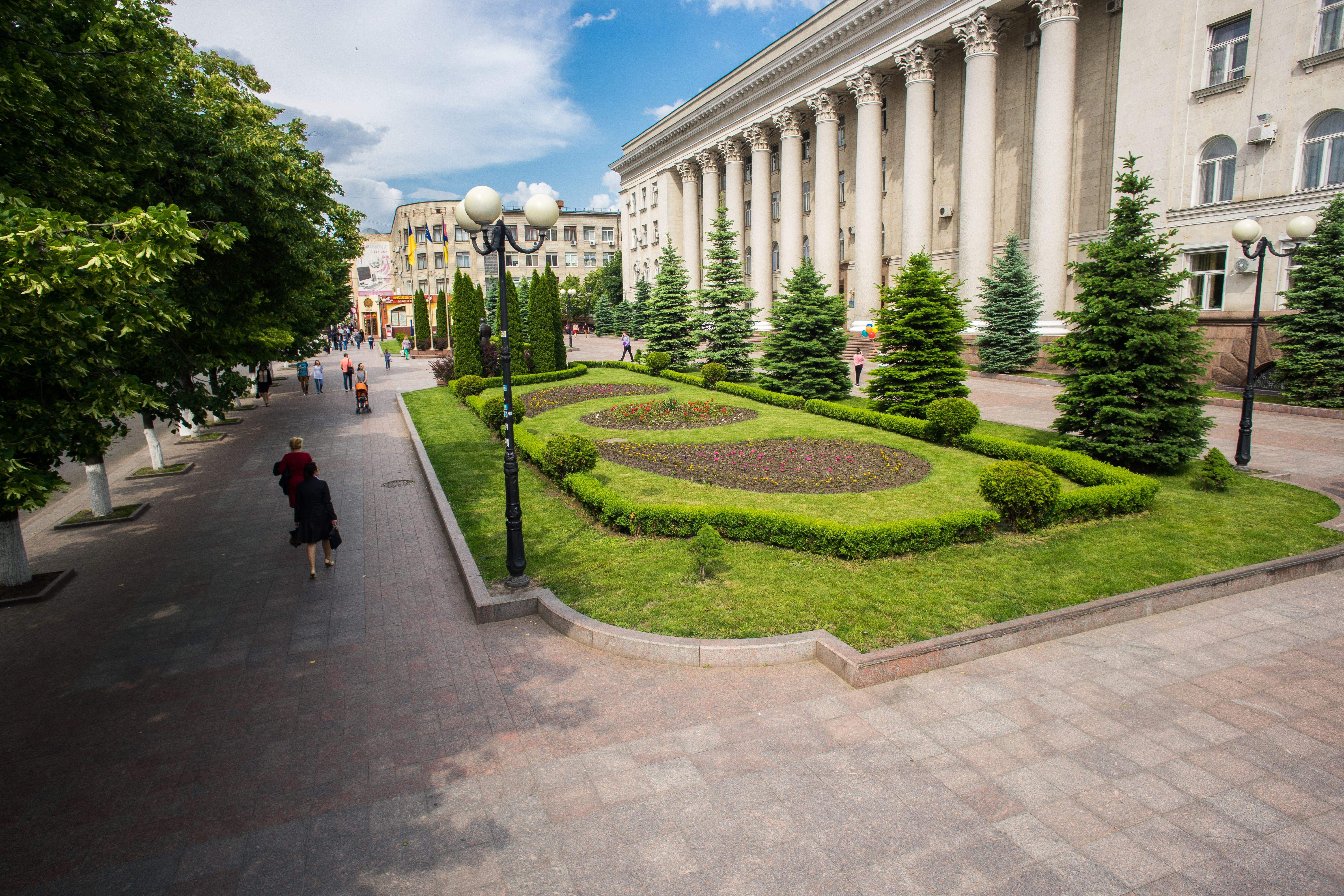
Здание Кировоградского городского совета (здание № 41)
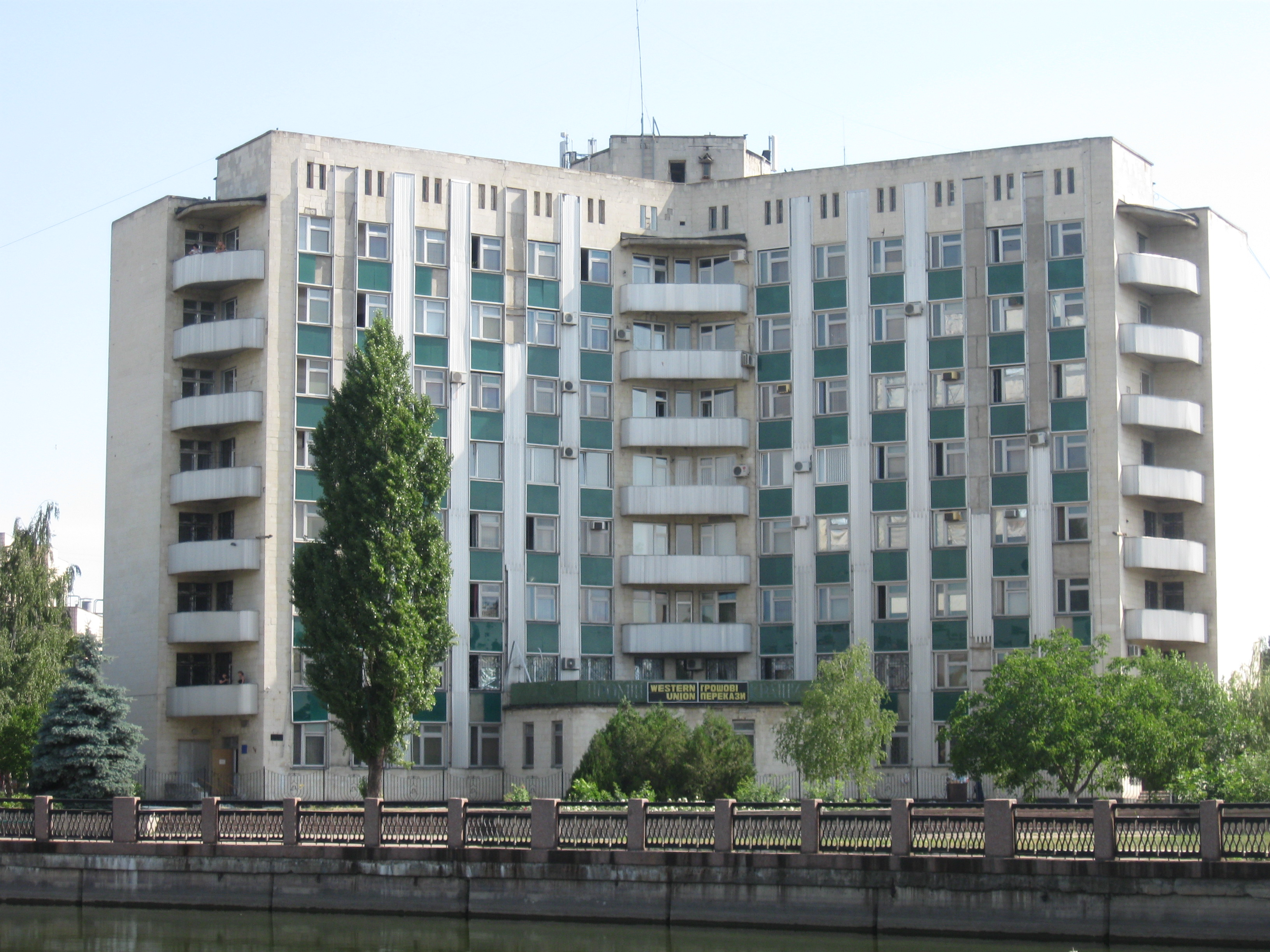
Гостиница «Ингул» (здание № 55)

## Транспорт
По улице ходят троллейбусы № 4, № 5, № 7, №10, №10А; маршрутные такси № 4, № 55; автобусы № 46, № 103, № 111, № 116